# Wang Zhen (polityk)
Wang Zhen (ur. 11 kwietnia 1908 w Liuyang w prow. Hunan, zm. 12 marca 1993 w Kantonie) − chiński polityk komunistyczny.

## Życiorys
Pochodził z ubogiej rodziny rolniczej. Ukończył jedynie 3 klasy szkoły podstawowej, bowiem ciężka sytuacja materialna zmusiła go do pracy na kolei. Od 1927 roku członek Komunistycznej Partii Chin, brał udział w walkach z Kuomintangiem pod dowództwem He Longa. Uczestnik Długiego Marszu. W 1941 roku stanął na czele brygady rolnej, która zagospodarowała jałowy region Nanniwan w prowincji Shaanxi. Cud gospodarczy w Nanniwan był później wielokrotnie wykorzystywany przez propagandę jako wzorcowy model gospodarowania.
W 1949 roku mianowany dowódcą wojsk stacjonujących w Xinjiangu, zwalczał opór ludności muzułmańskiej przeciw komunistycznej władzy. W latach 1951–1953 był dowódcą okręgu wojskowego Xinjiang. Odpowiedzialny był za przeprowadzenie reformy rolnej w tym regionie i zasiedlanie go chińskimi osadnikami. W 1955 roku awansowany do stopnia generała. Rok później wybrany na członka Komitetu Centralnego KPCh, w którym zasiadał do 1985 roku. W latach 1956–1967 był ministrem gospodarki rolnej. Jako jeden z nielicznych wysoko postawionych polityków uniknął jakichkolwiek represji podczas rewolucji kulturalnej.
W 1978 roku wszedł w skład Politbiura KC KPCh, w którym zasiadał do 1985 roku. W latach 1982–1989 był dyrektorem Centralnej Szkoły Partyjnej, w 1988 roku wybrany wiceprzewodniczącym Chińskiej Republiki Ludowej. Był jednym z najbardziej konserwatywnych polityków wysokiego szczebla, opowiadał się przeciwko reformom gospodarczym Deng Xiaopinga. W 1989 roku poparł stłumienie przez wojsko protestów na placu Niebiańskiego Spokoju.